# Pau Gasol
Pau Gasol Sáez, född 6 juli 1980 i Barcelona, är en spansk tidigare basketspelare (PF/C). Han är äldre bror till basketspelaren Marc Gasol.

## Olympisk karriär
Pau Gasol deltog med Spaniens landslag vid OS 2004, OS 2008, OS 2012 och OS 2016. Såväl 2008 som 2012 blev det silver för det spanska herrlaget. Gasol gjorde hela 24 poäng i OS-finalen mot USA 2012. Vid OS 2016 vann Spanien brons efter att ha slagit Australien med 89-88. Gasol gjorde 31 poäng i bronsmatchen.